# Gmina Harku
Gmina Harku (est. Harku vald) – gmina wiejska w Estonii, w prowincji Harju. Jej powierzchnia wynosi 159,03 km². Liczba ludności: 16 379 (2022).
W skład gminy wchodzą:
- 2 okręgi miejskie: Tabasalu, Harku
- 21 wsi: Adra, Harkujärve, Humala, Ilmandu, Kumna, Kütke, Laabi, Liikva, Muraste, Naage, Rannamõisa, Suurupi, Sõrve, Tiskre, Tutermaa, Türisalu, Vahi, Vaila, Viti, Vääna, Vääna-Jõesuu.

## Galeria

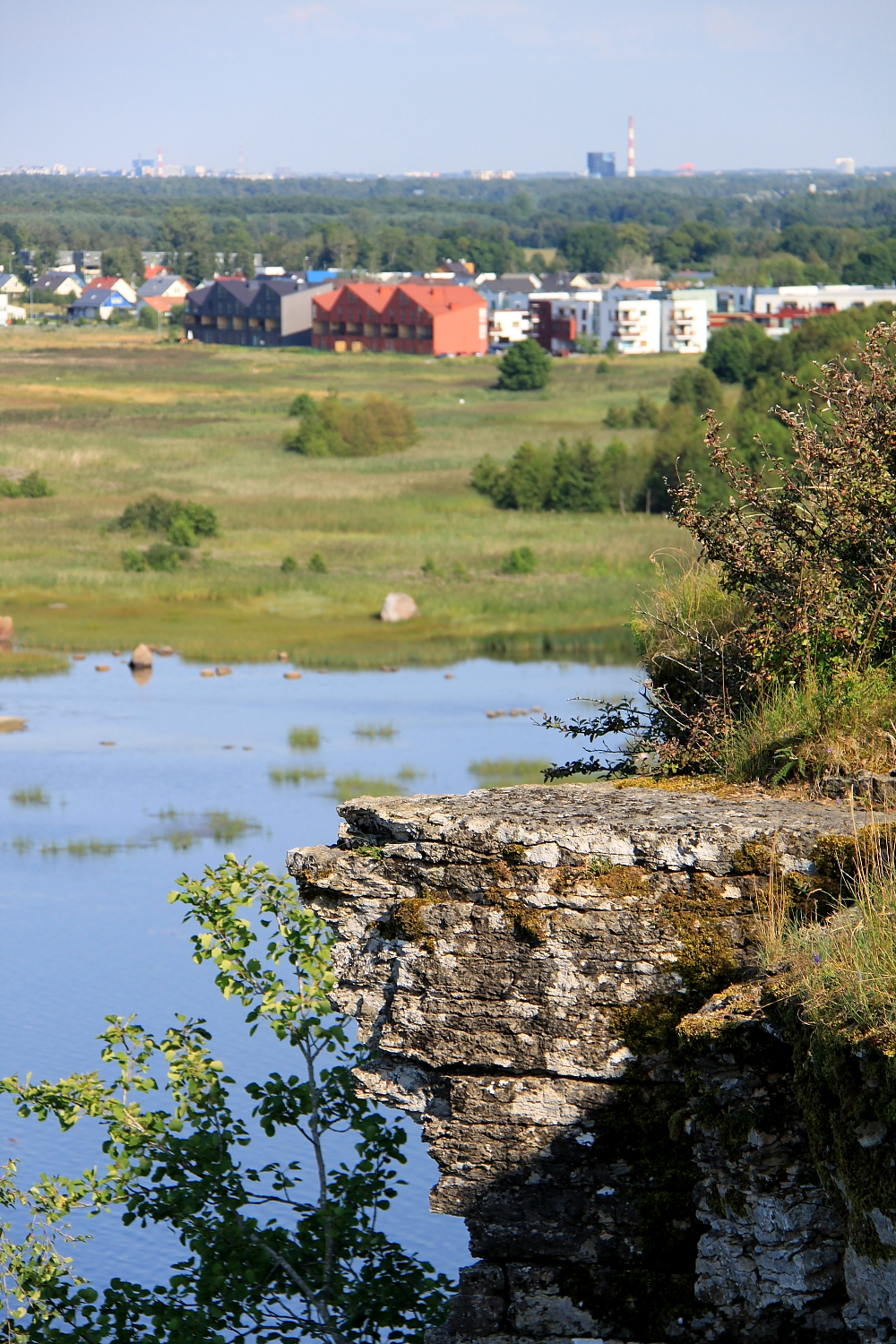
Tabasalu
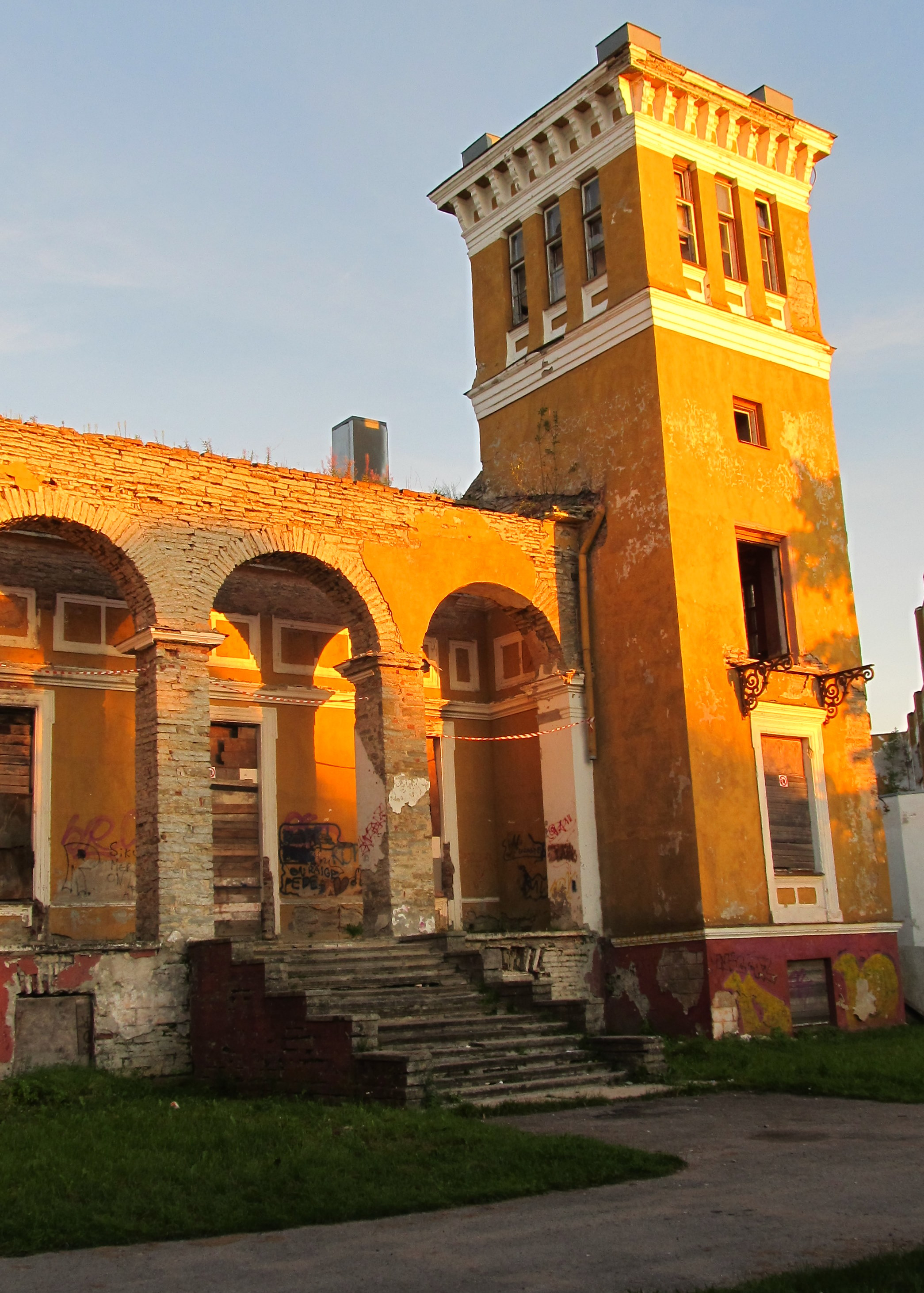
Muraste
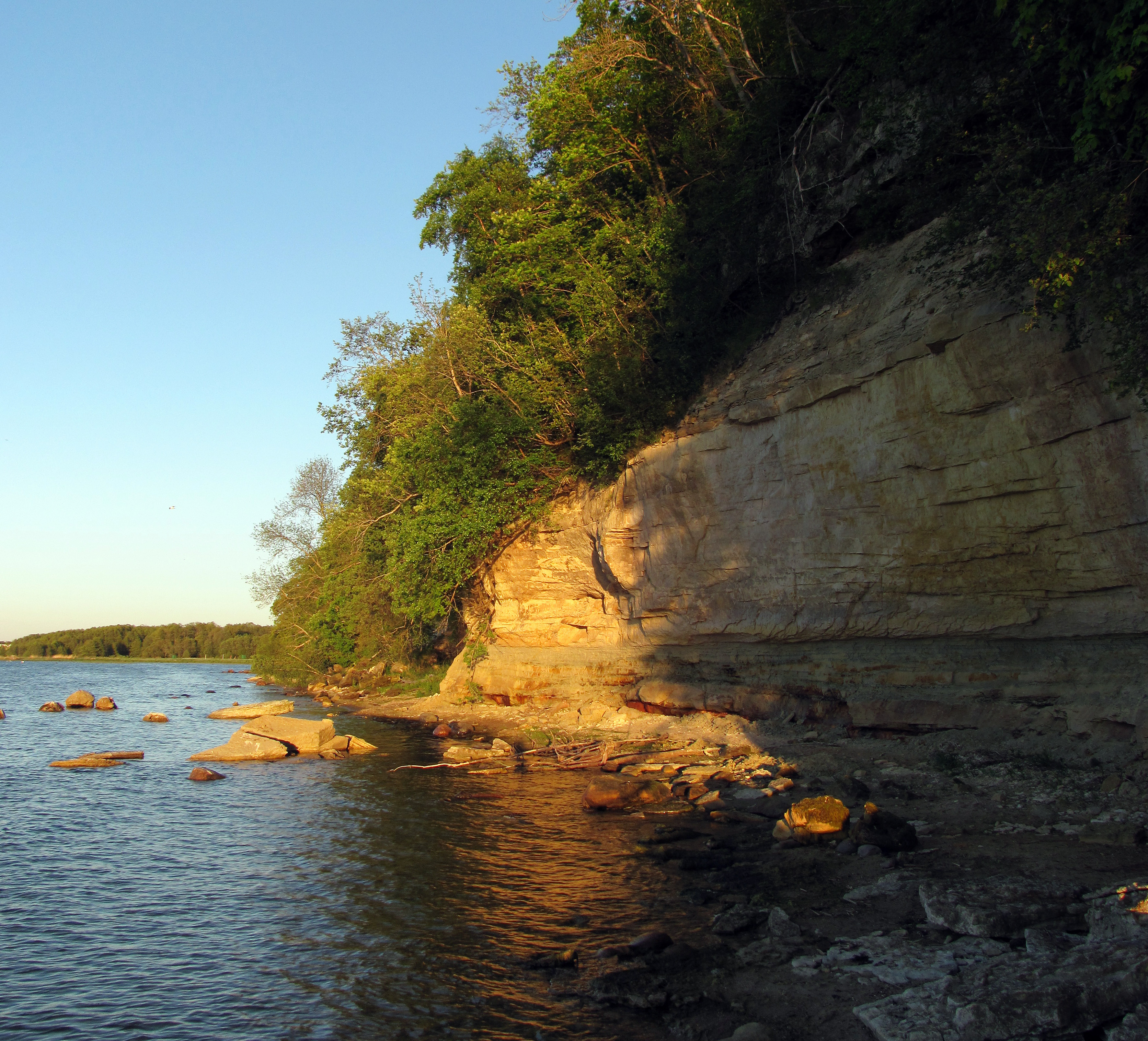
Rannamõisa
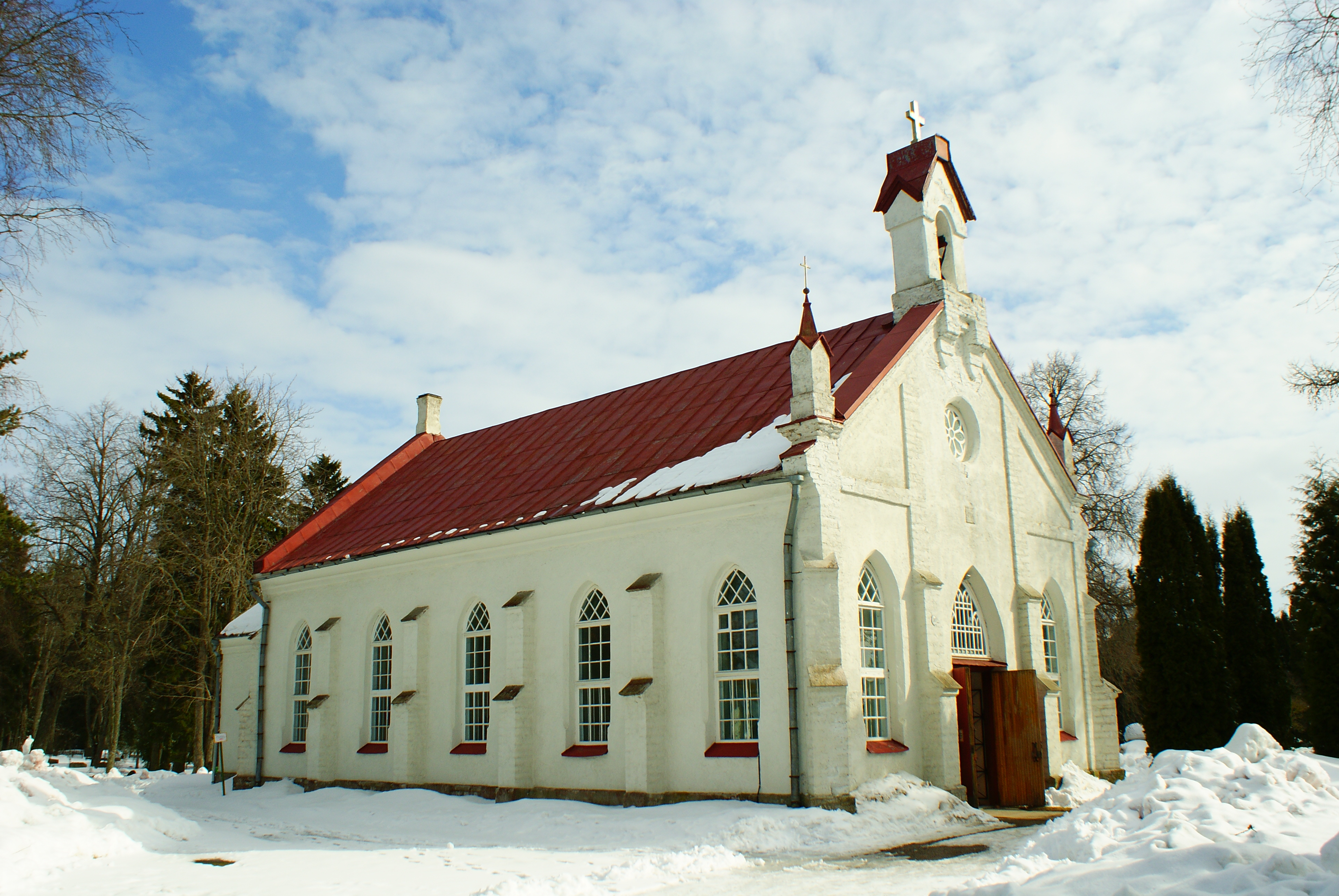
Ranna
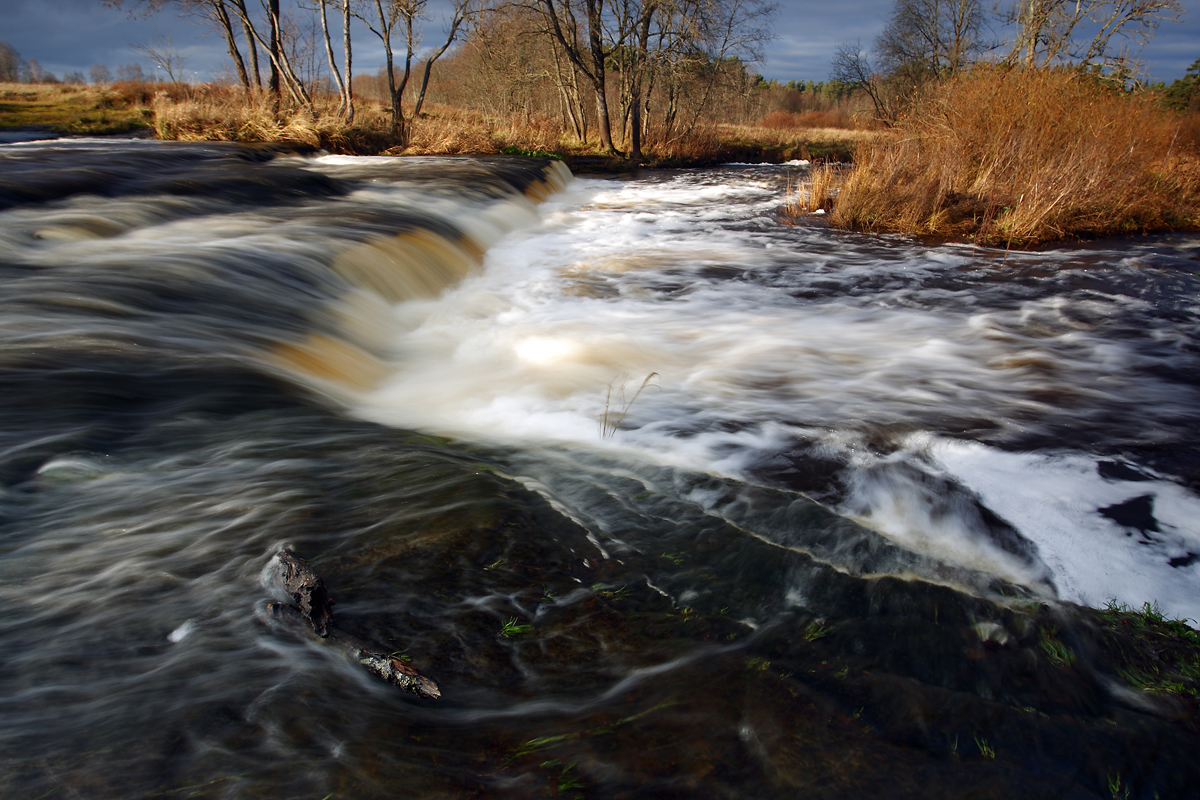
Vahiküla
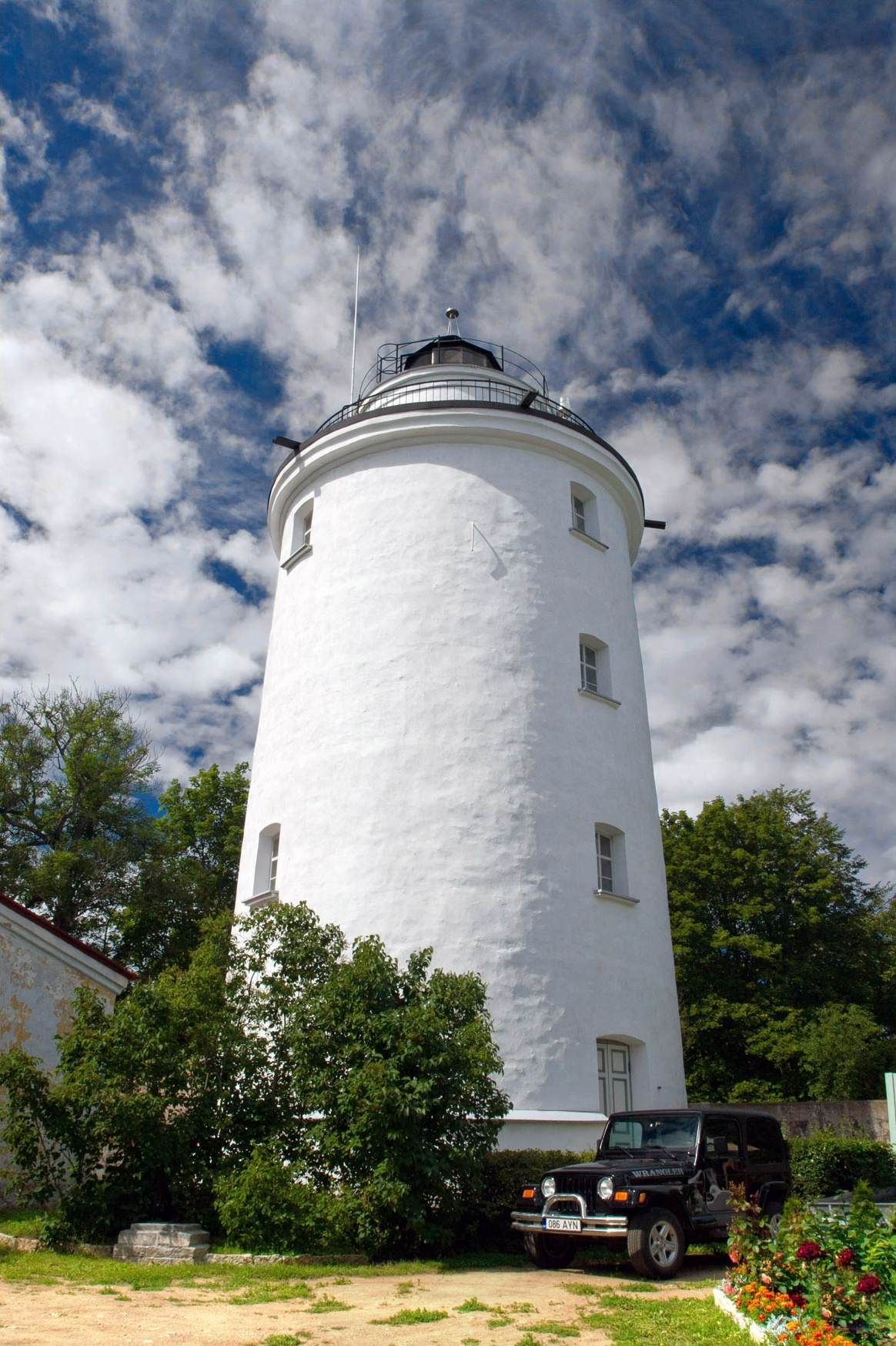
Suurupi